# 張雪瑩
張雪瑩（英語：Cherry Cheung Suet Ying，1991年12月27日—），前香港無綫電視基本藝人合約女藝員，曾參加2013年度香港小姐競選，落選後參加第27期無綫電視藝員訓練班成為合約藝員，曾為林志華、黃偉聲、王心慰、吳冠宇、陳耀全及已退休監製梁材遠常用之綠葉演員。
2019年7月離開無綫電視。

## 演出作品

### 電視劇（無綫電視）
- 2014 使徒行者
- 2014 愛·回家 (第一輯)（第609集）
- 2015 以和為貴
- 2015 愛·回家 (第二輯)
- 2015 陪著你走
- 2015 收規華
- 2015 張保仔
- 2015 東坡家事
- 2015 梟雄
- 2015 刀下留人
- 2016 愛情食物鏈
- 2016 鐵馬戰車
- 2016 公公出宮
- 2016 警犬巴打
- 2016 潮流教主
- 2016 EU超時任務
- 2016 末代御醫
- 2016 愛·回家之八時入席
- 2016 殭
- 2016 純熟意外
- 2016 完美叛侶
- 2016 超能老豆
- 2016 城寨英雄
- 2016 巨輪II
- 2016 為食神探
- 2016 律政強人
- 2016 幕後玩家
- 2017 親親我好媽
- 2017 味想天開
- 2017 迷
- 2017 與諜同謀
- 2017 我瞞結婚了
- 2017 燦爛的外母
- 2017 心理追兇Mind Hunter
- 2017 不懂撒嬌的女人
- 2017 踩過界
- 2017 老表，畢業喇！
- 2017 雜警奇兵
- 2017 溏心風暴3
- 2017 誇世代
- 2017 性在有情
- 2018 翻生武林
- 2018 果欄中的江湖大嫂
- 2018 三個女人一個「因」
- 2018 波士早晨
- 2018 逆緣
- 2018 宮心計2深宮計
- 2018 再創世紀
- 2018 是咁的，法官閣下
- 2018 兄弟
- 2019 婚姻合伙人
- 2019 十二傳說
- 2019 包青天再起風雲
- 2019 她她她的少女時代
- 2019 街坊財爺
- 2019 金宵大廈
- 2019 牛下女高音
- 2019 堅離地愛堅離地
- 2020 黃金有罪
- 2020 法證先鋒IV
- 2020 機場特警
- 2020 十八年後的殺人告白
- 2020 降魔的2.0
- 2020 殺手
- 2020 那些我愛過的人
- 2020 反黑路人甲
- 2020 過街英雄
- 2021 愛美麗狂想曲

### 電視節目
- Sunday好戲王
- 男人食堂
- Busking不停音樂
- 關你家事

## 外部連結
- 張雪瑩的Facebook專頁
- 張雪瑩的Instagram帳戶